# 阁院寺
39°21′10″N 114°40′55″E / 39.35278°N 114.68194°E
阁院寺是中国河北省涞源县城内的一座佛教寺庙。据《涞源县志》记载，该寺始建于汉代，现存的殿宇为辽代“补葺”。经鉴定，阁院寺主体建筑文殊殿建于辽应历十六年（公元966年），其他建筑则为明代或清代重修或改建。现为国家重点文物保护单位。
阁院寺目前主要由王殿、文殊殿和藏经楼三部分组成，其中文殊殿以独特的建筑风格、精美的木雕菱花格子窗棂和大幅壁画而闻名。另外阁院寺还有一个铸造于辽天庆四年（公元1114年）的大铁钟，用力撞击，可声传十数里，涞源古十二美景之一的“阁院钟声”即指此 。